# 尼古拉·沙塔林
尼古拉·尼古拉耶维奇·沙塔林（俄语：Никола́й Никола́евич Шата́лин，1904年12月3日（16日）—1984年6月3日）苏联共产党中央委员会委员，苏联共产党中央委员会书记处成员，苏联共产党中央审计委员会委员，领导全联盟共产党（布尔什维克）中央组织局。